# Edmond Benoit
Ne doit pas être confondu avec Edmond Benoît.
Edmond Georges Benoit, né le 23 avril 1893 à Giromagny et mort le 5 juin 1985 à Paris 16e, était un pilote et ingénieur aéronautique français. 

## Distinctions
- Légion d'honneur [Quand ?][2]
- Croix de guerre 1914-1918[3],[2]